# Pakistanische Cricket-Nationalmannschaft in Indien in der Saison 1979/80
Die Tour der bangladeschischen Cricket-Nationalmannschaft nach Indien in der Saison 1979/80 fand vom 21. November 1979 bis zum 3. Februar 1980 statt. Die internationale Cricket-Tour war Bestandteil der Internationalen Cricket-Saison 1979/80 und umfasste sechs Tests. Indien gewann die Serie 2–0.

## Vorgeschichte
Indien spielte zuvor eine Tour gegen Australien, für Pakistan war es die erste Tour der Saison.
Das letzte Aufeinandertreffen der beiden Mannschaften bei einer Tour fand in der Saison 1978/79 in Pakistan statt.

## Stadien
Die folgenden Stadien wurden für die Tour als Austragungsort vorgesehen.
| Stadion                   | Stadt     | Kapazität | Spiele  |
| ------------------------- | --------- | --------- | ------- |
| M. Chinnaswamy Stadium    | Bangalore | 42.000    | 1. Test |
| M. A. Chidambaram Stadium | Madras    | 46.000    | 5. Test |
| Feroz Shah Kotla          | Delhi     | 48.000    | 2. Test |
| Eden Gardens              | Kalkutta  | 82.000    | 6. Test |
| Green Park Stadium        | Kanpur    | 33.000    | 4. Test |
| Wankhede Stadium          | Mumbai    | 33.000    | 3. Test |

## Kaderlisten
| Test | Test |
| Indien | Pakistan |
| --- | --- |
| - Sunil Gavaskar (K) - Gundappa Viswanath (VK) - Roger Binny - Chetan Chauhan - Kapil Dev - Dilip Doshi - Karsan Ghavri - Syed Kirmani (wk) - Sandeep Patil - Yashpal Sharma - Dilip Vengsarkar - Shivlal Yadav | - Asif Iqbal (K) - Abdul Qasim - Ehteshamuddin - Imran Khan - Iqbal Qasim - Javed Miandad - Majid Khan - Mudassar Nazar - Sadiq Mohammad - Sikander Bakht - Taslim Arif - Wasim Raja - Wasim Bari (wk) - Zaheer Abbas |

## Tests

### Erster Test in Bangalore
| 21. – 26. November Scorecard | Bangalore | Pakistan 431-9d (149.3) & 108-2 (42) | – | Indien 416 (164.4) |
|                              |           | Remis                                |   |                    |

Pakistan gewann den Münzwurf und entschied sich als Schlagmannschaft zu beginnen.

### Zweiter Test in Delhi
| 4. – 9. Dezember Scorecard | Delhi | Pakistan 273 (91.5) & 242 (80.5) | – | Indien 126 (41.5) & 364-6 (131) |
|                            |       | Remis                            |   |                                 |

Pakistan gewann den Münzwurf und entschied sich als Schlagmannschaft zu beginnen.

### Dritter Test in Bombay
| 16. – 20. Dezember Scorecard | Bombay | Indien 334 (114.1) & 160 (69.5) | – | Pakistan 173 (68.3) & 190 (51.4) |
|                              |        | Indien gewinnt mit 131 Runs     |   |                                  |

Indien gewann den Münzwurf und entschied sich als Schlagmannschaft zu beginnen.

### Vierter Test in Kanpur
| 25. – 30. Dezember Scorecard | Kanpur | Indien 162 (68.4) & 193-2 (77.2) | – | Pakistan 249 (89.5) |
|                              |        | Remis                            |   |                     |

Indien gewann den Münzwurf und entschied sich als Schlagmannschaft zu beginnen.

### Fünfter Test in Madras
| 15. – 20. Januar Scorecard | Madras | Pakistan 272 (73.4) & 233 (66.4) | – | Indien 430 (134.2) & 78-0 (18) |
|                            |        | Indien gewinnt mit 10 Wickets    |   |                                |

Pakistan gewann den Münzwurf und entschied sich als Schlagmannschaft zu beginnen.

### Sechster Test in Kalkutta
| 29. Januar – 3. Februar Scorecard | Kalkutta | Indien 331 (109) & 205 (70.5) | – | Pakistan 272-4 (99.5) & 179-6 (63) |
|                                   |          | Remis                         |   |                                    |

Indien gewann den Münzwurf und entschied sich als Schlagmannschaft zu beginnen.